# Большая пятёрка информационных корпораций
Большая пятёрка, GAMAM или Big Tech — это собирательный термин для обозначения крупнейших и наиболее влиятельных технологических компаний в США. Он обычно обозначает пять доминирующих компаний — Alphabet, Amazon, Apple, Meta и Microsoft.
В расширенную группу, которую иногда называют «Великолепной семёркой», входят Nvidia и Tesla. Понятие Big Tech также может распространяться на крупнейшие китайские технологические компании — Baidu, Alibaba, Tencent и Xiaomi, объединённые под общим названием BATX.
Термин «Банда из четырёх» для этого контекста был придуман в 2008 году Эриком Шмидтом, Филлом Саймоном и Скоттом Галлоуэем как описывающий компании, «стоящие за потребительской революцией в интернете» и которые «избегают налогов, вторгаются в частную жизнь и разрушают рабочие места».

## Корпорации

### Традиционная пятёрка
- Группа Alphabet (включительно с Google) — работает в сфере програмного обеспечения, информационных технологий и облачных вычислений[7][8]. Количество сотрудников на 2024 год: 183 323[9]. Чистая прибыль за 2024 год: $100.12 млрд[9]. Аудитор — Ernst & Young.
- Корпорация Apple — работает в сфере цифровой электроники (в первую очередь, персональные и планшетные компьютеры и смартфоны)[10]. Количество сотрудников на 2024 год: 164 000. Чистая прибыль за 2024 год: $94.0 млрд[11][12]. Аудитор — Ernst & Young.
- Корпорация Microsoft — работает в сфере програмного обеспечения, информационных технологий[13]. Количество сотрудников на 2024 год: 228 000. Чистая прибыль за 2024 год: $88.1 млрд[14]. Аудитор — Deloitte.
- Корпорация Meta — работает в сфере разработки и функционирования социальных сетей (Facebook, Instagram, WhatsApp, Facebook Messenger и др.[15]). Количество сотрудников на 2024 год: 74 067[16]. Чистая прибыль за 2024 год: $62.36 млрд[17][18]. Аудитор — Ernst & Young.
- Корпорация Amazon — работает в сфере информационных технологий и электронной коммерции[19]. Количество сотрудников на 2024 год: 1 556 000. Чистая прибыль за 2024 год: $59.25 млрд[20][21]. Аудитор — Ernst & Young.

### Отдельно
- Корпорация Tesla — производит электромобили, зарядные станции и продукты альтернативной энергии[22][23][24]. Количество сотрудников на 2024 год: 125 665. Чистая прибыль за 2024 год: $7.1 млрд[25]. Аудитор — PricewaterhouseCoopers.

## Определение

### Большая четвёрка
Шмидт, Саймон и Галлоуэй определяют термин «Большая четверка» для обозначения основных компаний, которые способствуют значительным изменениям в обществе через собственное доминирование и роль в онлайн-деятельности, а не просто крупнейшие компании, связанные с компьютерами. Они считают, что другие крупные технологические компании, такие как IBM, способствуют меньшим изменениям, чем «Большая четверка».
Никос Смирнайос (Nikos Smyrnaios) обосновывает GAFAM как объединение, которое, кажется, берет контроль над Интернетом, концентрируя рыночную и финансовую власть и используя патентные и авторские права в контексте капитализма.

### Большая пятёрка
Более обширная группа, называемая Большой пятеркой или GAMAM, определяет Google, Amazon, Meta, Apple и Microsoft как технологических гигантов.

### Расширение понятия
В ноябре 2021 года The Motley Fool придумал аббревиатуру MANAMANA, в которую входят Microsoft, Apple, Netflix, Alphabet, Meta, Amazon, Nvidia и Adobe. Также к Big Tech в США относят Intel, IBM и Salesforce.

#### Tesla
Автопроизводителя Tesla часто считают одной из крупных технологических компаний, хотя его включение является предметом широких споров. Среди противников её обозначения в качестве технологической компании Стивен Уилмот, корреспондент The Wall Street Journal, который выражает обеспокоенность по поводу цепочки поставок, особенно сырья, нехватки полупроводников и цен на аккумуляторы для электромобилей. Business Insider соглашается, заявляя, что, поскольку Tesla производит больше автомобилей, её следует классифицировать как автопроизводителя и стремиться быть больше похожей на Honda. В поддержку этого назначения есть Эл Рут из Бэррона, который утверждает, что Tesla не является хорошей технологической компанией из-за факторов автомобильного рынка, но, тем не менее, остается технологической компанией. Fortune также назвала Tesla технологической компанией, сообщая о доходах Big Tech за первый квартал 2022 года, а The Washington Post утверждает, что автомобили Tesla сопоставимы с iPhone от Apple и его огороженной экосистемой.

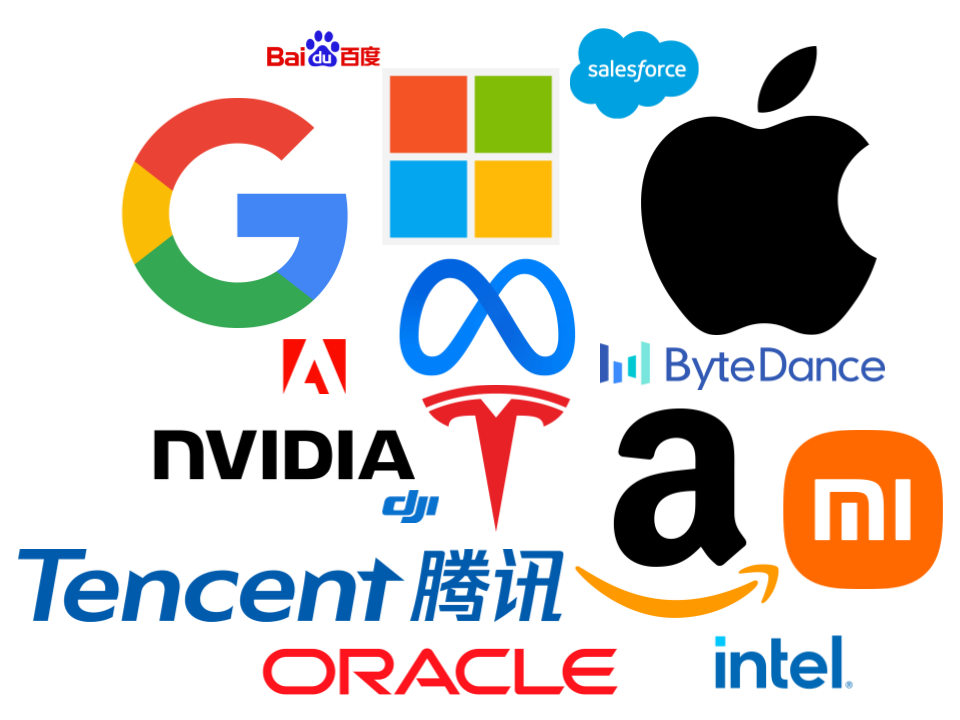
Компании относящиеся к Big Tech

### Восточная Азия
В конце 2010-х годов в первую десятку самых ценных публичных компаний мира входили две китайские технологические компании — Alibaba и Tencent. В 2016 году Смирнайос заявил, что крупнейшие азиатские корпорации Samsung, Alibaba, Baidu и Tencent могли бы или должны быть включены в понятие. Baidu, Alibaba, Tencent и Xiaomi, вместе именуемые BATX, часто рассматриваются как компании-конкуренты Big Tech в технологическом секторе Китая. Разработчика TikTok ByteDance производителя дронов DJI, производителя смартфонов и телекоммуникационного оборудования Huawei и реже агрегатора такси DiDi также считают китайским Big Tech.

### Остальные компании
Несмотря на меньшую рыночную капитализацию, Netflix, Twitter, Snap и Uber иногда называют «Big Tech» из-за их популярного влияния. Twitter, отнесенный к категории Big Tech, фигурировал в политических дебатах и экономических комментариях из-за предполагаемого политического и социального влияния платформы. После покупки Twitter Илоном Маском он был переименован в X и по словам Маска началась трансформация Twitter/X в суперприложение.

## Причины
Смирнайос утверждал в 2016 году, что четыре характеристики были ключевыми в появлении GAFAM: теория о медиа и технологической конвергенции, финансиализация, дерегуляция экономики и глобализация. Он утверждал, что продвижение конвергенции технологий такими людьми, как Николас Негропонте, сделало это вероятным и желательным, чтобы Интернет превратился в олигополию. Авторегулирование и трудности политиков понять проблемы, связанные с программным обеспечением, сделали вмешательство правительства против монополий неэффективным. Финансовое дерегулирование привело к большой прибыли компаний GAFAM (по данным Смирнайоса, в 2014 году все четыре, за исключением Amazon, имели прибыль в 20-25 %). Глобализация позволила GAFAM минимизировать налоговую нагрузку и платить работникам из других стран гораздо более низкую заработную плату, чем требовалось бы в Соединенных Штатах Америки.

## Поддержаниеолигополии
В 2016 году Смирнайос утверждал, что GAFAM сочетает в себе вертикали власти, центры обработки данных, Интернет подключение, компьютерное оборудование, включая смартфоны, операционные системы, Интернет-навигацию и другое программное обеспечение пользовательского уровня, а также онлайн-сервисы. Он в свою очередь обсудил горизонтальную концентрацию власти, в которой различные услуги, такие как электронная почта, обмен мгновенными сообщениями, поисковая система, загрузка и информационный поток (streaming), объединены внутри любой из компаний GAFAM.

## Противодействие Big Tech
Смирнайос рекомендовал разработать академический анализ политэкономии Интернета, чтобы понять методы господства и осуждать эти методы, тем самым поощрять противодействие этому господству.

### Законодательные меры
9 мая 2019 года парламент Франции принял закон, направленный на то, чтобы заставить GAFAM платить за смежные права (повторное использование значительных объёмов текста, фотографий или видео) издателям и информационным агентствам оригинальных материалов. Закон направлен на реализацию статьи 15 Директивы об авторском праве на Едином цифровом рынке.
В июне 2020 года Европейский Союз начал два новых антимонопольных расследования в отношении действий Apple. Первое расследование сосредоточено на вопросах, в том числе на том, использует ли Apple свое доминирующее положение на рынке для подавления конкуренции с помощью своих сервисов потоковой передачи музыки и книг. Второе расследование сосредоточено на сервисе Apple Pay, который позволяет осуществлять оплату с помощью устройств Apple. Apple ограничивает возможности банков и других финансовых учреждений использовать технологию NFC на iPhone.
Штрафы недостаточны для сдерживания антиконкурентной практики со стороны высокотехнологичных гигантов, считает еврокомиссар по конкуренции Маргрет Вестагер. Комиссар Вестагер объяснил: «Штрафы не помогут. И штрафов недостаточно, потому что штрафы — это наказание за незаконное поведение в прошлом. В нашем решении также содержится то, что вы должны измениться ради будущего. Вы должны остановить то, что вы делаете.»
В сентябре 2021 года США и Европейский Союз начали обсуждение совместного подхода к регулированию крупных технологических компаний. Европейский парламент достиг соглашения о реализации Закона о цифровых рынках в марте 2022 года, который, как только он будет реализован, ограничит объём данных, которые крупные технологические компании могут собирать от европейских пользователей, потребует совместимости приложений для обмена сообщениями в социальных сетях и разрешит альтернативные магазины приложений и платежные системы для таких систем, как Apple и Google. ЕС также достиг соглашения о реализации Закона о цифровых услугах в апреле 2022 года, который потребует от технологических компаний принять меры по удалению незаконного контента из своих услуг, такого как разжигание ненависти и сексуальное насилие над детьми, а также исключить таргетинг рекламы на основе пола, расы. или религии, а также таргетинг рекламы на детей. Закон о цифровых рынках и Закон о цифровых услугах были приняты ЕС в июле 2022 года. В сентябре 2023 года ЕС определил шесть компаний — Alphabet, Amazon, Apple, ByteDance, Meta и Microsoft — потребовав от них выполнить законы к марту 2024 года.